# Ol'ga Krištop
Ol'ga Fëdorovna Krištop (in russo Ольга Фёдоровна Криштоп?; 8 ottobre 1957) è un'ex marciatrice sovietica.

## Palmarès

### Mondiali indoor
- 1 medaglia:
  - 1 oro (Indianapolis 1987 nella marcia 3000 metri)

### Mondiali a squadre
- 2 medaglie:
  - 1 oro (New York 1987 nella marcia 10 km)
  - 1 bronzo (St John's 1985 nella marcia 10 km)